# Едвард Альфред Каупер
Едвард Альфред Ка́упер (англ. Edward Alfred Cowper; 10 грудня 1819, Лондон — 9 травня 1893, Вейбрідж, Англія) — англійський інженер і винахідник.
Найбільш відомий винаходом повітронагрівача регенеративного типу для нагріву повітря (дуття) перед подачею його у доменну піч, що використовується, з певними змінами, у доменному виробництві дотепер і часто називається «каупером». Також сконструював і запатентував у 1857 році парову машину подвійної дії — компаунд, у 1868 році запатентував колесо зі сталевими спицями і гумовими шинами, у 1879 році — пишучий електромагнітний телеграф.

## Біографія
Народився 10 грудня 1819 року у Лондоні в сім'ї професора Едварда Шікла Каупера, голови відділу інженерії (механіки) Кінгс-Коледжу і його дружини Енн Еплгет Батько Каупера і його дядько по материнській лінії Огастус Еплгейт працювали, поміж іншим, над розвитком і виробництвом друкарських верстатів. Вони запропонували свій спосіб друкування грошей, що ускладнював їх підробку, однак Банк Англії відхилив їхню пропозицію. 1818 року вони модернізували друкарський верстат газети «Таймс», з якою вони співпрацювали потім протягом багатьох років.
1834 року у віці 14-и років Каупер став учнем залізничного механіка Джона Брейтвейта у Лондоні і навчався у нього протягом 7 років. По закінченні навчання поступив на службу у компанію «Фокс, Хендерсон і Компанія» у Лондоні, що спеціалізувалася на залізничному транспорті. У цій компанії Каупер обіймав посаду головного конструктора і інженера.
У 1846–1847 роках відіграв помітну роль у створенні в Лондоні Інституту інженерів-механіків.
З 1846 року працював у Бірмінгемі. 1851 року взяв участь у проектуванні Кришталевого палацу у Лондоні для першої Всесвітньої виставки (1851) і спроектував дах для залізничного вокзалу у Бірмінгемі. Серед експонатів Всесвітньої виставки, що проходила у Кришталевому палаці, була розроблена Каупером залізнична петарда.
1857 року винайшов повітронагрівальний апарат регенеративного типу для доменних печей, що використовується до наших днів й інколи зветься «каупером» (англійською він називається «Cowper-stove» — «піч Каупера»).

Деякі розробки і проекти Е. Каупера
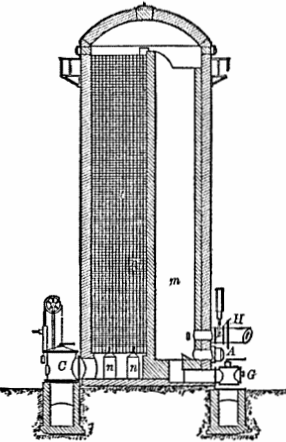
Повітронагрівач Каупера. Малюнок з книжки 1857 року.
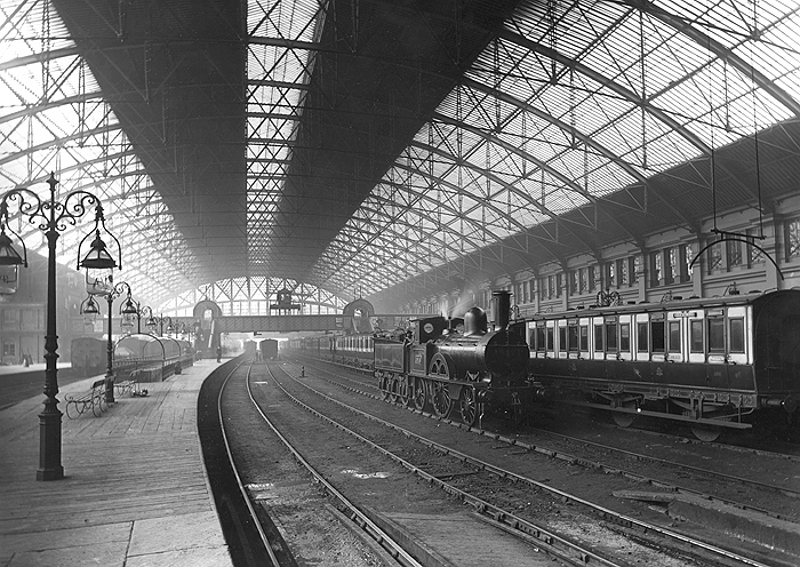
Дах залізничної станції Нью-Стріт у Бірмінгемі, спроектований Е. Каупером.
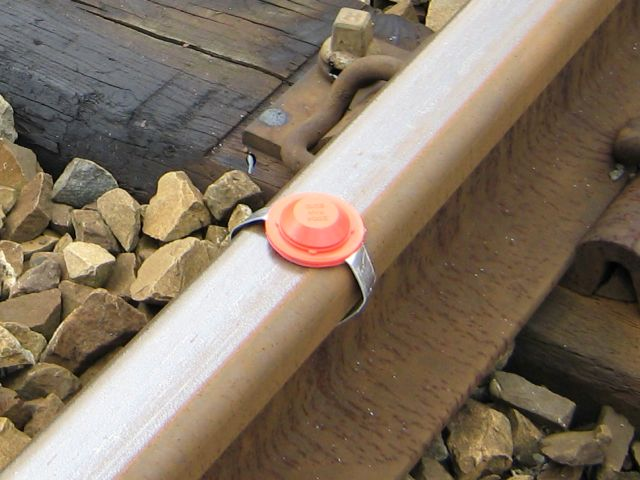
Залізнична петарда. Сучасний варіант з Бельгії.

У 1880–1881 роках був президентом Інституту інженерів-механіків.
Був членом Інституту заліза і сталі. Був одружений, мав сина.

## Виноски
1. ↑  Коупер (Cowper) Эдуард Алфред // Большая советская энциклопедия : в 30 т. / главн. ред. А. М. Прохоров. — 3-е изд. — М. : «Советская энциклопедия», 1969—1978. (рос.)
2. ↑  «The Development of the Suspension Wheel» [Архівовано 23 вересня 2015 у Wayback Machine.], Cycle Museum, Nick Clayton, 1991
3. ↑  Данні про Едварда Шікла Каупера, батька Едварда Альфреда Каупера [Архівовано 12 травня 2014 у Wayback Machine.] на сайті London Book Trades [Архівовано 26 липня 2011 у Wayback Machine.] з посиланням на статтю Anita McConnell, ‘Cowper, Edward Shickle (1790—1852)’, first published 2004, 617 words у Oxford Dictionary of National Biography. [Архівовано 21 грудня 2014 у Wayback Machine.]
4. ↑  Данні про Енн Еплгат, матір Едварда Альфреда Каупера [Архівовано 12 травня 2014 у Wayback Machine.] на сайті London Book Trades [Архівовано 26 липня 2011 у Wayback Machine.] з посиланням на статтю Anita McConnell, ‘Cowper, Edward Shickle (1790—1852)’, first published 2004, 617 words у Oxford Dictionary of National Biography. [Архівовано 21 грудня 2014 у Wayback Machine.]
5. ↑  Dictionary of nineteenth-century journalism in Great Britain and Ireland, 2006. Архів оригіналу за 12 травня 2014. Процитовано 29 вересня 2011.
6. ↑  1851 Great Exhibition: Official Catalogue: Class V.: Edward Alfred Cowper. Архів оригіналу за 29 листопада 2014. Процитовано 6 жовтня 2011.